# Tryphosella schneideri
Tryphosella schneideri is een vlokreeftensoort uit de familie van de Lysianassidae. De wetenschappelijke naam van de soort is voor het eerst geldig gepubliceerd in 1921 door Stephensen.